# Kvas

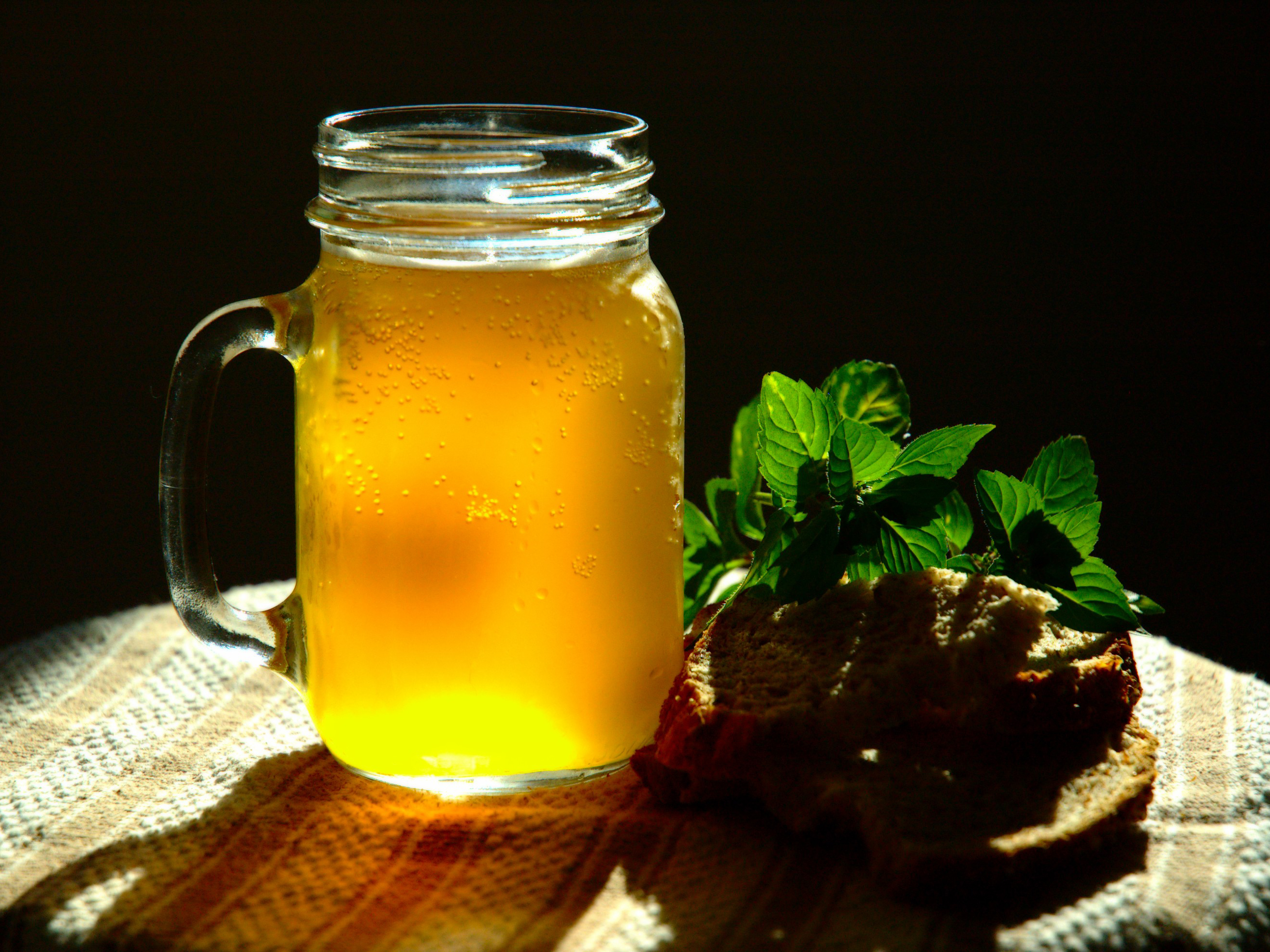
Kvass

Kvas hay Kvass là một thức uống lên men làm từ lúa mạch đen hoặc bánh mì lúa mạch đen. Màu của nguyên liệu lúa mạch là yếu tố màu đậm hay lợt của kvas. Tuy là sản phẩm lên men nhưng ở Nga, kvas được liệt là loại thức uống không cồn vì lượng rượu thấp hơn chỉ số 1,2%. Kvas thông thường có hàm lượng cồn khá thấp (0,05% - 1,0%). Món uống này được chế biến với các gia vị phụ như bạc hà, sả hay trái cây (như dâu tây). Ẩm thực Nga còn dùng kvas để chế biến món súp lạnh mùa hè gọi là okroshka.
Kvas phổ biến ở Đông Âu và Trung Âu như Nga, Belarus, Ukraina, Litva, Ba Lan. Kvas cũng có mặt ở các quốc gia thuộc Liên Xô cũ như Uzbekistan. Ở các xứ trên kvas được bán rong như một loại giải khát. Ngoài ra di sản văn hóa Nga ở Cáp Nhĩ Tân và Tân Cương, Trung Quốc, cũng lưu lại tục uống kvas.

## Lịch sử

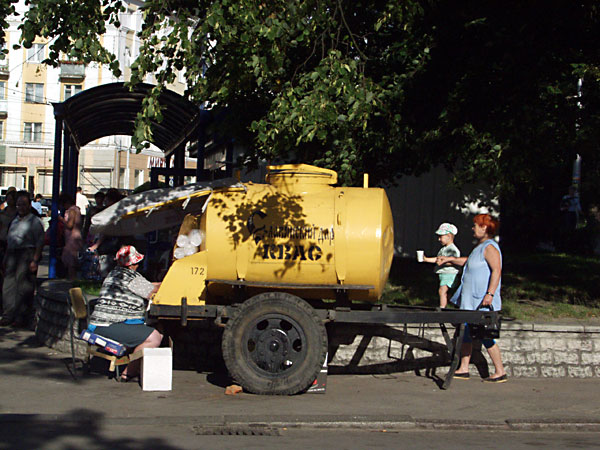
Hàng bán kvass trên đường phố ở Kaliningrad (đầu thập niên 1990)

Kvas là một thức uống phổ biến ở Đông Âu từ thời cổ đại, cùng một dạng với các thức uống từ xưa dùng ngũ cốc lên men như bia (ủ từ lúa mạch có từ Ai Cập cổ đại), bia kê (châu Phi), rượu gạo (châu Á), chicha (làm bằng ngô hoặc sắn của thổ dân châu Mỹ). Trong văn tịch thì sử Nga năm 989 đã có nhắc đến kvas. Đến thời Pyotr I thì đây loại rượu phổ biến được mọi tầng lớp xã hội dùng. Sử gia người Anh William Tooke đã công du sang Nga đã ghi lại từ năm 1799

Thức uống thông dụng nhất trong nhà là quas, một loại rượu chế biến từ cám, bột, và bánh mì, hoặc từ bột và mạch nha, trong quá trình lên men. Món này có tính giải nhiệt mà cũng ngon miệng.

Sang thế kỷ 19, kvas càng được ưa chuộng, từ nhà nông cùng giới hạ lưu cho đến các tu sĩ đều dùng. Có nguồn ghi nhận rằng dân chúng uống kvas nhiều hơn nước lã. Kvas được sản xuất trong phạm vi gia đình nhưng cũng là thương phẩm công nghệ. Các nước thuộc văn hóa Slav đều tiêu thụ kvas nên phố thị thường có người rao kvas bán rong. Thị trường kvas nay lên hàng trăm triệu USD. Trước kia thì mùa kvas là mùa hè nhưng nay thì công nghệ làm kvas sản xuất thức uống này quanh năm bán trong lon, chai..
Thị xã Zvenigorod ở phía tây thủ đô Moskva, có nghề làm kvas truyền thống có tiếng là ngon. Kvas được nấu và cất dưới hầm tu viện họ đạo Chính Thống giáo Nga trong thị xã.

## Sản xuất

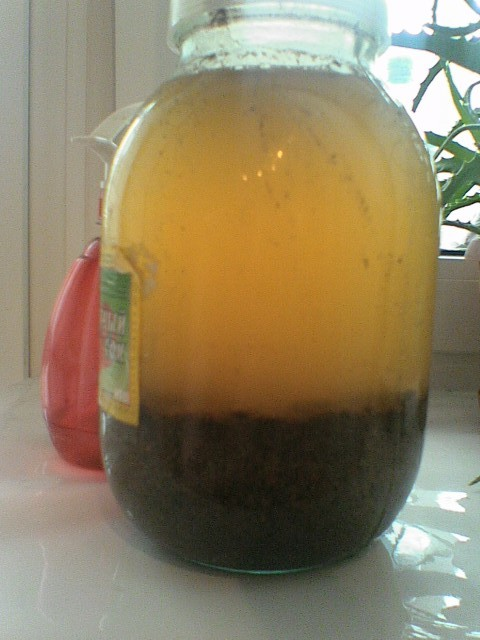
Kvass lên men trong hũ

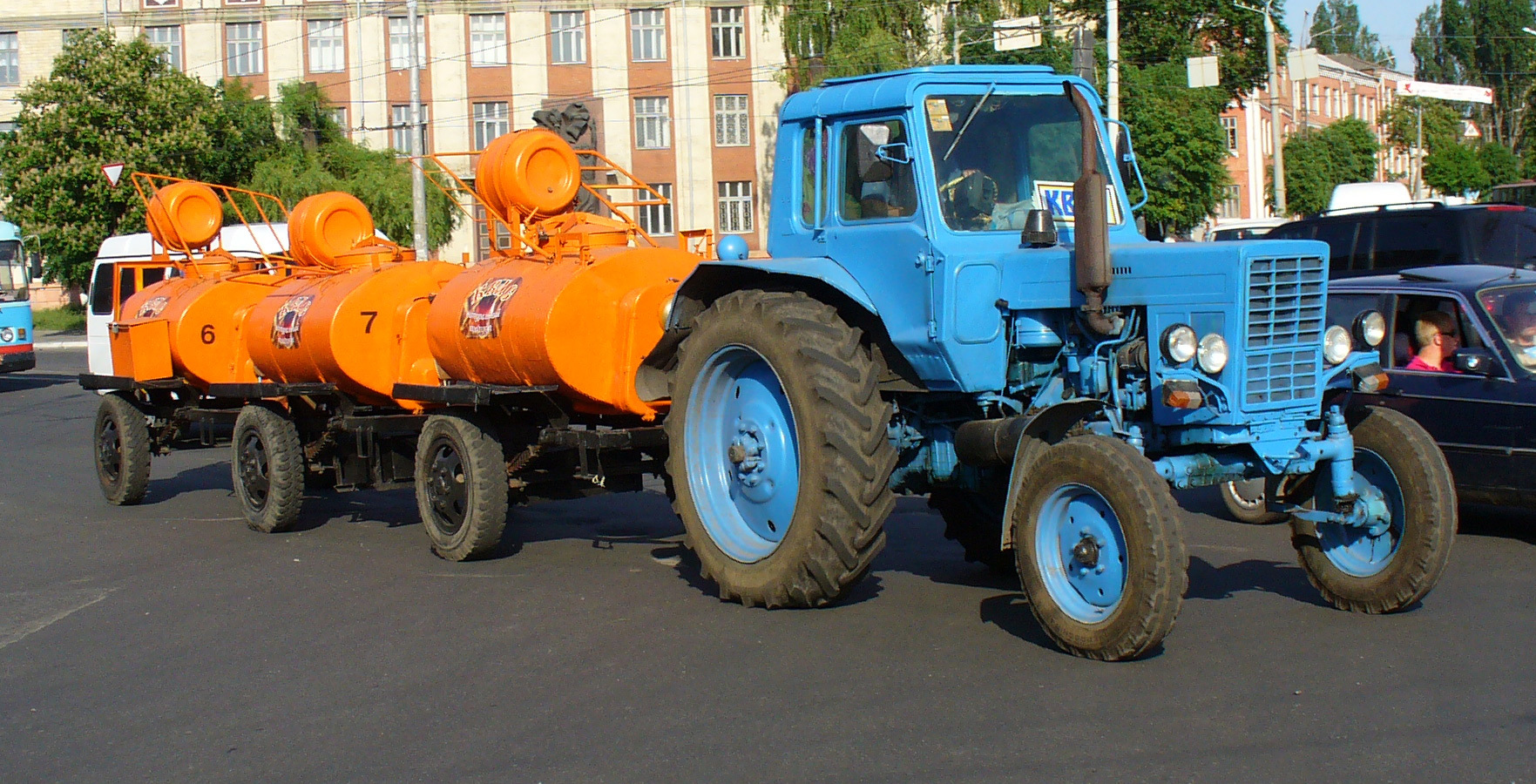
"Xe chở Kvass", với các trạm bán kvass ở Vinnytsia, Ukraina (2008)

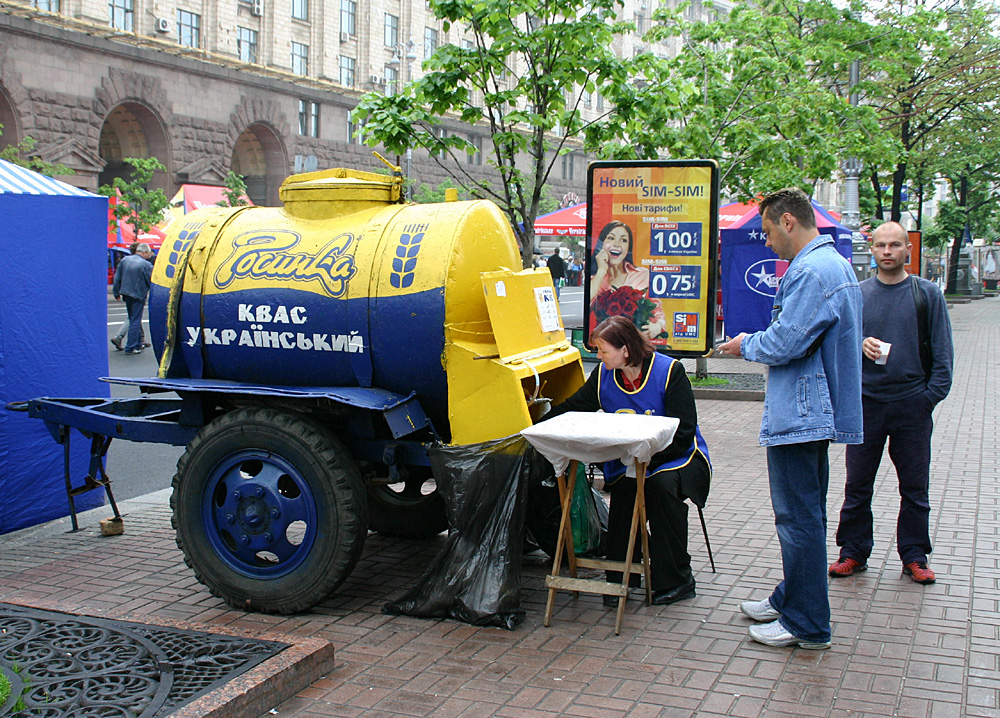
Một người bán kvass đường phố ở Kiev (2005)

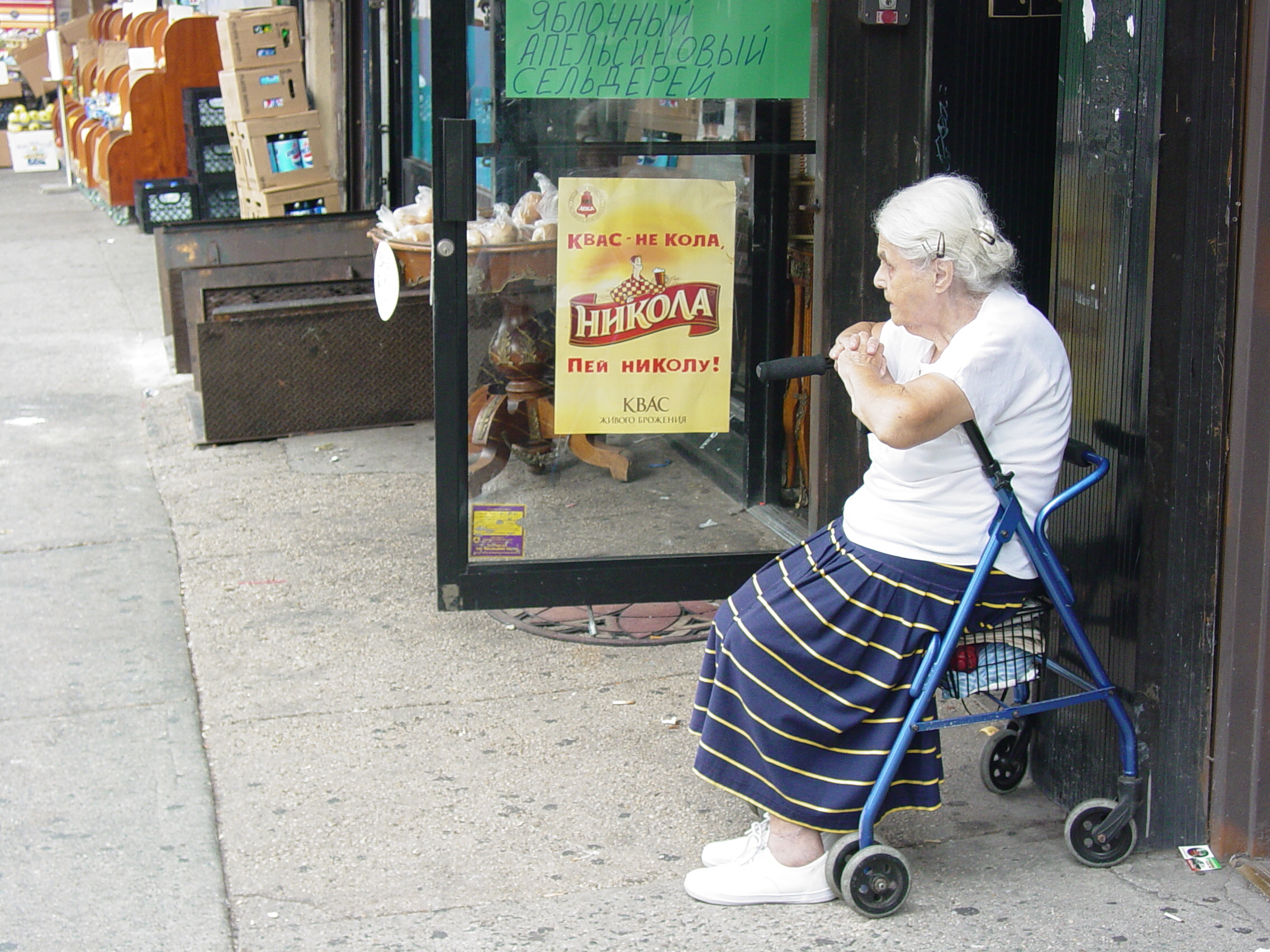
Một quảng cáo ở Brighton Beach trong thương hiệu "Nikola" với câu 'nó không phải là Cola' - "Kvass không phải là Cola- hãy uống Nikola"

Kvass được sản xuất từ quá trình lên men tự nhiên của bánh được làm từ lúa mì, lúa mạch đen hoặc lúa mạch, đôi khi còn kèm theo hương vị trái cây, nho khô hoặc bạch dương nữa. Kvas hiện đại làm ở nhà thì thường sử dụng bánh mì đen hoặc lúa mạch đen, sấy khô và nướng (gọi là suhari), hay rán, với việc bổ sung thêm đường và trái cây (táo hoặc nho khô), men và zakvaska.
Kvass thương mại, những loại ít đắt thì thỉnh thoảng dùng để làm các loại thức uống nhẹ, cho thêm đường, nước, ga, chiết xuất mạch nha và gia vị. Những nhãn hiệu nổi tiếng trong việc này không phải là các nhà sản xuất nước ngọt, mà lại là các nhà sản xuất bia. thường biến thể một chút quá trình sản xuất truyền thống để cho ra loại sản phẩm của riêng họ. Kvas thường không được lọc, khi uống, nó vẫn còn nấm men, thêm hương vị tuyệt vời cũng như hàm lượng vitamin B khá cao trong thành phần của nó.

## Kvass ở nước Nga
Theo từ điển Merriam Webster thì từ kvass đã có từ khoảng năm 1553.. Mặc dù các thức uống của phương Tây như Coca-Cola hoặc Pepsi đã làm giảm sản lượng thương mại bán ra của kvass ở Nga, hiện tại, Kvas đang được tiếp thị như một lựa chọn yêu nước và kết quả "Gần đây, Kvas hồi sinh"! Ví dụ như công ty Nikola (đọc có vẻ giống với "không có cola" trong tiếng Nga) đã thúc đẩy Kvas đến một chiến dịch quảng cáo nhấn mạnh "chống Cola hóa". Báo cáo từ doanh nghiệp Moscow Antalytica năm 2008, việc bán Kvas đóng chai ở Moscow tăng gấp 3 lần từ những năm 2005 và ước tính rằng, mức độ tiêu thụ kvass bình quân đầu người ở Nga sẽ đạt 3 lít vào năm 2008. Giữa các năm 2005 và 2007, mức tiêu thụ của Coca-Cola đã giảm từ 37% xuống còn 32%. Trong khi đó, lượng tiêu thụ kvass tăng đến 16% cùng kì vào năm 2007. Đáp lại, Coca-Cola tung ra thương hiệu riêng của kvass tháng 5 năm 2008. Đây là lần đầu tiên một công ty nước ngoài đã thực hiện một cách tiếp cận đáng kể tiến vào thị trường kvass Nga. Pepsi cũng đã ký kết một thỏa thuận với một nhà sản xuất kvass Nga để hoạt động như một đại lý phân phối. Sự phát triển của công nghệ mới cho việc lưu trữ và phân phối, và quảng cáo mạnh mẽ, đã góp phần tăng phổ biến; ba thương hiệu mới lớn đã được giới thiệu từ năm 2004. Trong một cuộc uống thử năm 2011, các nhà chuyên môn cho rằng sản phẩm kvas thương hiệu Coca-Cola ngon hơn các sản phẩm kvass của các thương hiệu Nga.

## Latvia

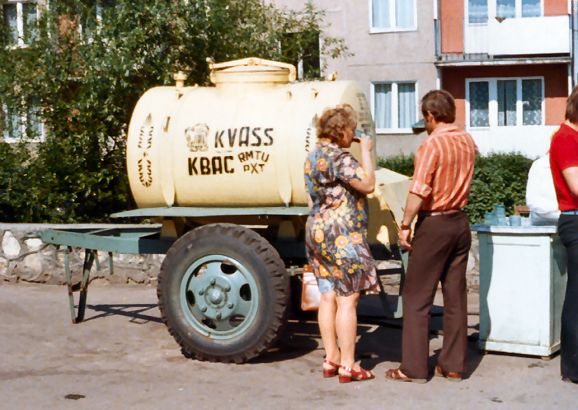
Người bán kvas trên đường phố Rīga (1977)

Sau sự sụp đổ của Liên Xô vào năm 1991, những người bán kvass trên đường phố biến mất khỏi các đường phố của Latvia do pháp luật y tế mới cấm bán hàng của mình trên đường phố và sự gián đoạn kinh tế buộc nhiều nhà máy kvass đóng cửa. Công ty Coca-Cola tiến vào và nhanh chóng chiếm lĩnh thị trường nước giải khát, nhưng trong năm 1998, ngành công nghiệp nước giải khát địa phương thích nghi bằng cách bán kvass đóng chai và tung ra các chiến dịch tiếp thị rầm rộ. Việc tăng doanh số bán hàng đã được kích thích bởi thực tế rằng kvass được bán với giá khoảng một nửa giá của Coca-Cola. Chỉ trong ba năm, kvass chiếm lĩnh hơn 30% của thị trường nước giải khát ở Latvia, trong khi thị phần của Coca-Cola đã giảm từ 65% xuống 44%. Công ty Coca-Cola đã có thiệt hại ở Latvia khoảng 1 triệu USD trong năm 1999 và 2000. Tình hình cũng tương tự như trong các nước Baltic khác và ở Nga. Coca-Cola đáp trả bằng cách mua các nhà sản xuất kvass và cũng bắt đầu sản xuất kvass tại các nhà máy nước giải khát nhẹ của họ.